# Трапезников, Александр Иванович
Александр Иванович Трапезников (31 марта 1912 года, село Талы, Богучарский уезд, Воронежская губерния — 7 января 2006 года, посёлок Багтыярлык, Байрамалинский этрап, Марыйский велаят, Туркмения) — директор каракулеводческого совхоза «Уч-Аджи» Министерства внешней торговли СССР, Байрам-Алийский район, Марыйская область, Туркменская ССР. Герой Социалистического Труда (1948).

## Биография
Родился в 1912 году в крестьянской семье в селе Талы Богучарского уезда (сегодня — Кантемировский район Воронежской области).
Получил среднее образование в местной школе.
С 1930 года трудился на различных работах и должностях в сельском хозяйстве. В 1934 году окончил Туркменский сельскохозяйственный институт, после которого трудился зоотехником в одном из сельскохозяйственных предприятий в Саятском районе Чарджоуской области Туркменской ССР.
В ноябре 1941 года призван в Красную Армию по мобилизации. Окончил ускоренные курсы младших командиров Орловского военно-пехотного училища. С июля 1942 года воевал в составе 207-го стрелкового полка 76-й стрелковой дивизии 21-й Армии. Участвовал в Сталинградской битве. В сентябре 1942 года получил тяжёлое ранение. После излечения был комиссован в январе 1943 года и возвратился в Туркменскую ССР, где продолжил трудиться зоотехником. В 1946 году вступил в ВКП(б). В 1946 году был назначен директором каракулеводческого совхоза «Уч-Аджи» Байрам-Алийского района с центром в посёлке Уч-Аджи (сегодня — Багтыярлык).
Вывел совхоз в число передовых сельскохозяйственных предприятий Туркменской ССР. На рубеже 1940—1950-х годов совхоз «Уч-Аджи» наряду с совхозом «Равнина» (директор — Павел Иванович Жданович) Байрам-Алийского района занимал передовые позиции по производству каракуля в СССР. По итогам хозяйственной деятельности 1947 года совхоз содержал на начало года 17147 овцематок и получил 90,7 % смушек первого сорта от общего числа полученных смушек и сдал государству в среднем по 106 ягнят к отбивке от каждой сотни овцематок. Указом Президиума Верховного Совета СССР от 15 сентября 1948 года удостоен звания Героя Социалистического Труда за «получение в 1947 году высокой продуктивности животноводства при выполнении колхозом обязательных поставок сельскохозяйственных продуктов и плана развития животноводства по всем видам скота» с вручением ордена Ленина и золотой медали «Серп и Молот».
Этим же Указом званием Героя Социалистического Труда были также награждены управляющий первой фермой Юсуп Дусембаев, управляющий третьей фермой Шалар Чарыев и чабаны Аллаяр Бердыев, Ходжа Нияз Бяшимов, Кочкар Рахмедов, Нурыназар Сеидов, Ахмедьяр Суликбаев.
В 1968 году вышел на пенсию. Персональный пенсионер союзного значения. Будучи пенсионером, несколько лет продолжал трудиться на руководящих должностях. Проживал в посёлке Уч-Аджи.
Позже переехал в Самарскую область, где скончался в 2006 году.
Награды
- Герой Социалистического Труда
- Орден Ленина
- Орден «Знак Почёта»
- Орден Отечественной войны 1 степени (11.03.1985)
- Медаль «За отвагу») (06.11.1947)
- Медаль «За трудовое отличие» (16.03.1965)